# Museo Vigeland
El Museo Vigeland (en noruego: Vigeland-museet, a menudo llamado en noruego: Vigeland-museet) es un museo en Oslo, en noruego: Vigeland-museet.
Su historia empezó en 1919, cuando el escultor Gustav Vigeland hizo una oferta al Municipio de Oslo para donar sus obras en el futuro. La trayectoria artística de Vigeland no consistió solo en esculturas, sino también en xilografías, dibujos, croquis y fotografías, así como cartas, otras escrituras y una biblioteca personal. A cambio, Vigeland quiso un estudio artístico. Dicho estudio podría ser reconstruido como museo después de su muerte. Incluso la habitación de Vigeland en el tercer piso se conservó como parte del museo.
El edificio destinado a ser museo comenzó a construirse en 1921, tan rápido como se firmó el contrato entre Vigeland y la ciudad de Oslo. Los arquitectos fueron Lorentz Harboe Ree y Carl Buch, y fue construido en estilo neoclásico. En 1923, Vigeland se mudó, un año antes de que la parte media y el ala norte estuvieran completadas. El ala sur fue terminada en 1930. El estudio fue utilizado tanto por Vigeland como por otros artistas.
Vigeland murió en 1943 durante la Segunda Guerra Mundial. El edificio se abrió como museo público en 1947, parcialmente gracias al superávit de presupuesto de la compañía de cine municipal Oslo Kinematografer. El propietario del museo continúa siendo el propio Municipio de Oslo a través de su consejería de cultura, y el director de museo actual es Jarle Strømodden.
Justo al norte del museo se encuentra el famoso parque de Vigeland, que muestra las esculturas más grandes de Vigeland, y el parque Frogner. El transporte al museo se puede hacer por la cercana autovía Ring 2 en coche, autobuses locales y el metro de Oslo. 

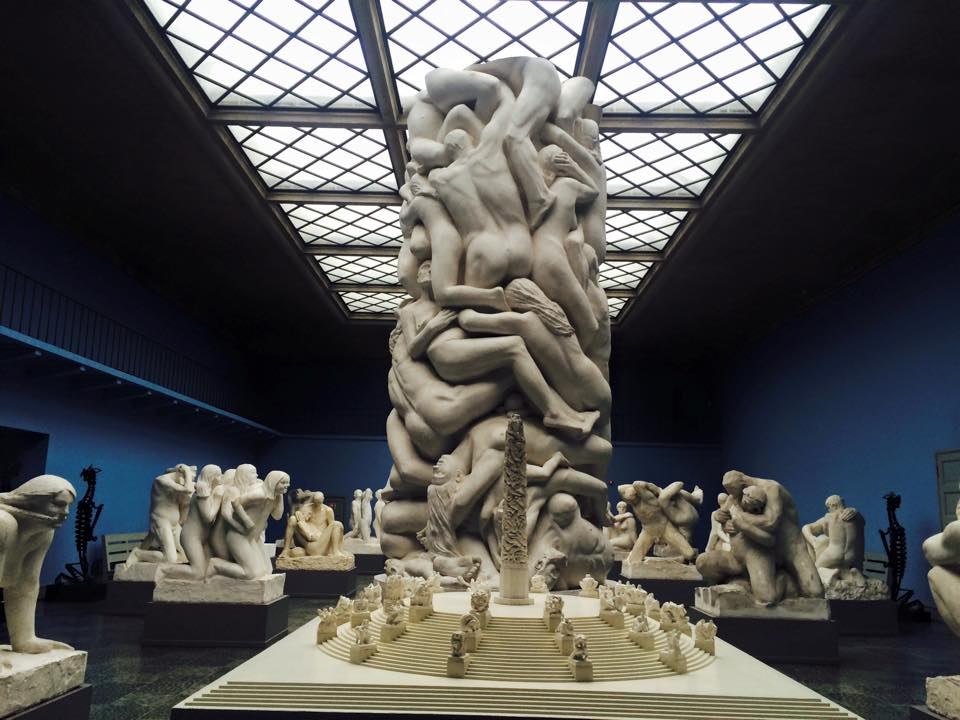
Una de las salas de la exposición en el Museo Vigeland.